# Sibiu Open 2023
Sibiu Open 2023  a fost un turneu profesionist de tenis care s-a jucat pe terenuri cu zgură. A fost cea de-a 12-a ediție a turneului, și a făcut parte din turneul ATP Challenger Tour 2023. A avut loc la Sibiu, România, între 18 și 24 septembrie 2023.

## Distribuția punctelor și premii în bani
| Turneu | Turneu             | C     | F     | SF    | QF    | 2T    | 1T  | Q | Q2  | Q1  |
| Simplu | Puncte             | 75    | 50    | 30    | 16    | 7     | 0   | 4 | 2   | 0   |
| Simplu | Premii în bani (€) | 9,880 | 5,820 | 3,450 | 2,000 | 1,165 | 720 | – | 360 | 185 |
| Dublu  | Puncte             | 75    | 50    | 30    | 16    | –     | 0   | – | –   | –   |
| Dublu  | Premii în bani (€) | 4,250 | 2,450 | 1,480 | 880   | –     | 500 | – | –   | –   |